# Harcap

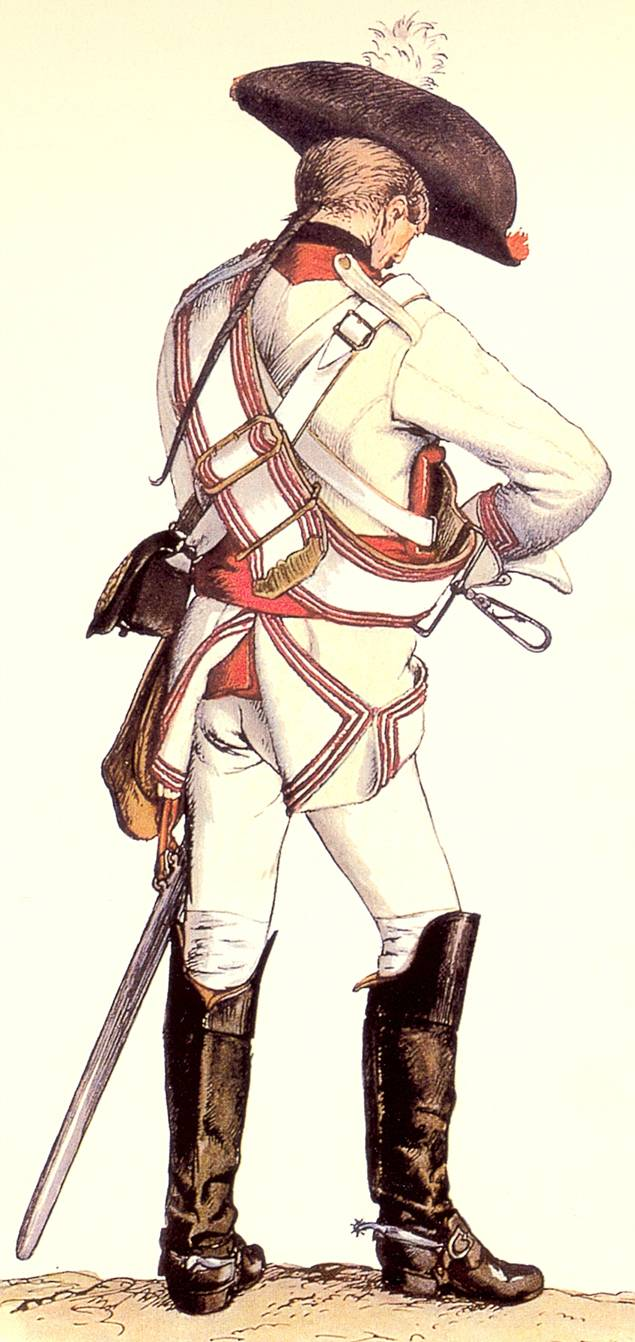
Harcap u pruskiego kirasjera

Harcap bądź harcab (niem. Haarzopf od das Haar – włosy i der Zopf – warkocz) – warkocz noszony przez mężczyzn w XVIII wieku. W 2 poł. XVIII w. harcap był obowiązkowym uczesaniem żołnierzy w niektórych armiach europejskich, mającym chronić kark przed uderzeniem. Za czasów Fryderyka Wielkiego harcap w armii pruskiej miał sięgać aż do rękojeści szpady. Po jego śmierci został on skrócony do poziomu łokcia. Z czasem coraz częściej był on tylko częścią peruki.
Na harcap zakładano jedwabny woreczek zawiązywany u góry na kokardę, tzw. harbajtel. Wzór i kolor harbajtla był u żołnierzy regulowany specjalnymi przepisami.

## Harcap w kulturze
Harcap, noszony początkowo przez żołnierzy, a potem również przez urzędników, był jednym z symbolów Prus, a dla Polaków – symbolem zaborcy. Pojawia się on w Panu Tadeuszu Adama Mickiewicza w relacji posła z Wielkopolski Bartka, który wspomina o łapaniu herów oficerów za harcaby podczas powstania po bitwie pod Jeną-Auerstedt.
W Przygodach barona Münchhausena tytułowy bohater nosi harcap z naturalnych włosów. W jednym z epizodów ratuje się z bagna, wyciągając się samemu właśnie za harcap.